# Bombardier Challenger 850
Il Bombardier Challenger 850 è un business jet bimotore a getto ad ala bassa prodotto dall'azienda canadese Bombardier Aerospace ed adibito al trasporto di gruppi di uomini d'affari o di persone facoltose.

## Utilizzatori

### Civili
I modelli sono utilizzati da numerose compagnie di aerotaxi di cui le seguenti sono le più rappresentative:
 Canada
- Chartright Air (1 esemplare)
- Flightexec (1 esemplare)
- Skycharter (1 esemplare)

 Cina
- Astro Air (4 esemplari)
- Freesky Aviation (1 esemplare)
- Liuzhou Zhengling Group (1 esemplare)
- ZYB Lily Jet (3 esemplari)
- Zhonggeng Group (1 esemplare)

 Danimarca
- ExecuJet Scandinavia (1 esemplare)

 Georgia
- Airzena Georgian Airways (1 esemplare)

 Germania
- Air X Charter Germany (1 esemplare)
- FAI rent-a-jet  (1 esemplare)
- JetAir Flug (1 esemplare)
- ImperialJet (1 esemplare)

 India
- Indiabulls (1 esemplare)

 Isola di Man
- Caropan Company SA (1 esemplare)

 Kazakhstan
- Comlux KZ (1 esemplare)
- Euro-Asia Air (1 esemplare)

 Libia
- United Aviation (1 esemplare)

 Lituania
- Charter Jets (1 esemplare)

 Macao
- Galaxy Entertainment Group (1 esemplare)

 Malta
- AIR X Charter (4 esemplari)
- Blue Square Aviation Group Malta (1 esemplare)
- Hyperion Aviation (1 esemplare)
- Vistajet (6 esemplari)

 Mozambico
- Mocambique Expresso (1 esemplare)

 Russia
- Ak Bars Aero (1 esemplare)
- MBK-S (2 esemplari)
- Yamal Airlines (1 esemplare)

 Stati Uniti d'America
- Corning Inc (3 esemplari)
- Fabair (1 esemplare)

 Vanuatu
- Tathra International Holdings (1 esemplare)

### Militari
Bielorussia
- Governo della Bielorussia (1 esemplare)

 Turchia
- Governo della Turchia (1 esemplare)

### Privati
Non vi sono molte informazioni sulla clientela privata di BBJ. Molti di questi clienti preferiscono mantenere le loro informazioni ad un livello molto confidenziale per proteggere i loro interessi privati ed economici.